# Атлантический голубой марлин
Атлантический голубой марли́н, или синий марли́н (лат. Makaira nigricans), — вид лучепёрых рыб из семейства марлиновых (Istiophoridae). Распространены в тропических и умеренных водах Атлантического океана, преимущественно в западной части. Хищники, охотящиеся в верхних слоях воды на рыб, реже на кальмаров. Проводят большую часть жизни в открытых водах вдали от берега. Ведут одиночный образ жизни, редко образуют стаи. Самки могут быть тяжелее самцов в четыре раза. Максимальная масса тела 818 кг, а длина 5 м. Практически не имеют естественных врагов.
Атлантический голубой марлин — популярный объект спортивной рыбалки. Относительно высокое содержание жира в мясе делает его привлекательным коммерческим объектом на рынке. Состояние современных популяций оценивается как уязвимое вследствие перелова.

## Таксономия
Впервые вид описал в 1802 году французский ихтиолог Бернар Ласепед на основании рисунка. Голотип отсутствует. Впоследствии неоднократно присваивались различные родовые и видовые названия. Валидным признаётся Makaira nigricans.
Обсуждается статус Makaira nigricans  и Makaira mazara, как отдельных видов. Генетические данные свидетельствуют, что хотя эти виды географически разобщены, они могут являться одним видом.
Родовое наименование происходит от греч. μαχαίρα — «короткий кинжал» и лат. machaera — «кинжал», в то время как видовое — от лат. nigricans — «становящийся чёрным».

## Описание

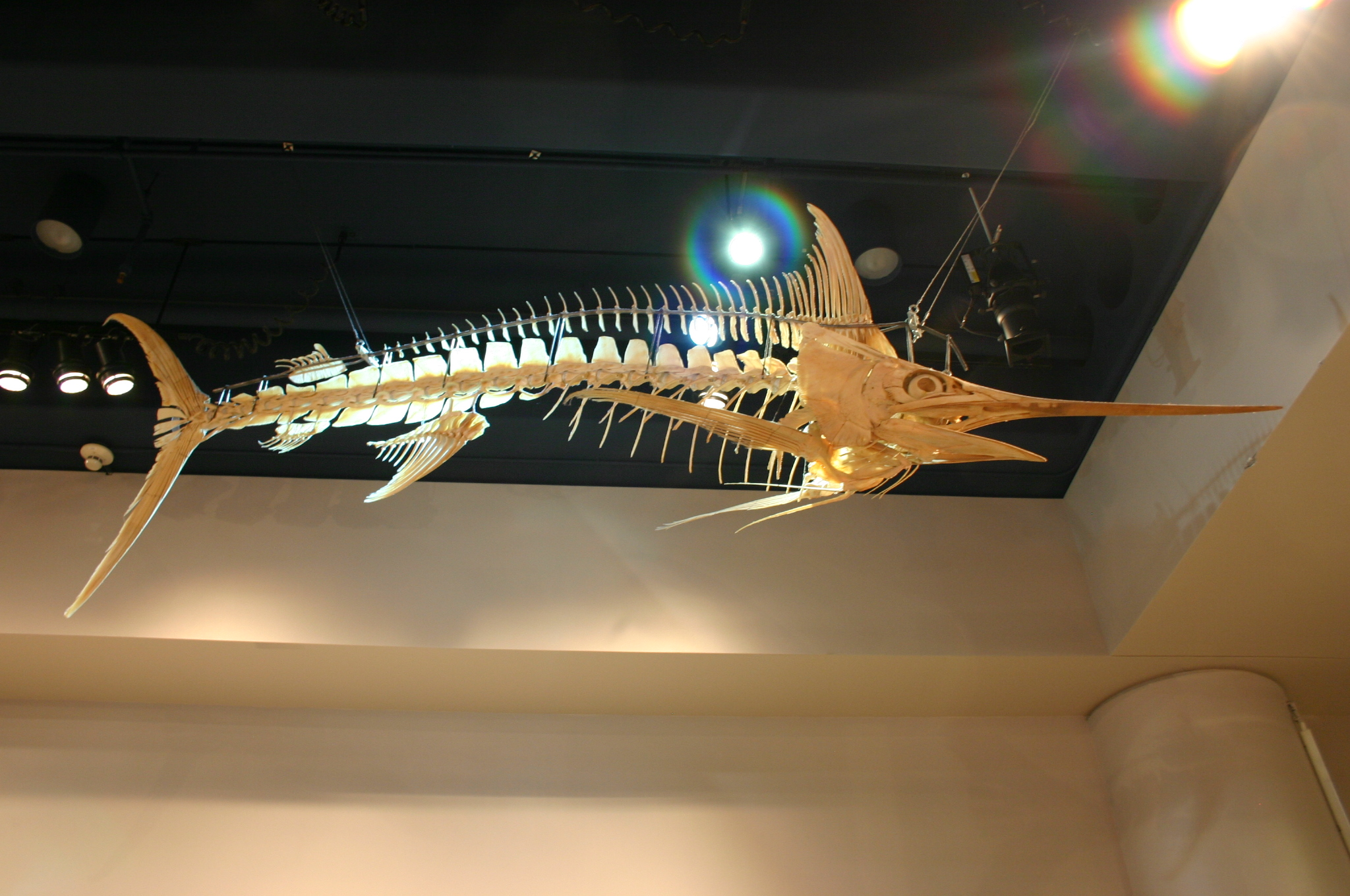
Цельный скелет синего марлина в Музее естествознания Северной Каролины

Максимальная масса самок в четыре раза превышает таковую самцов. Самцы редко достигают массы 160 кг, тогда как самки обычно весят более 540 кг.
Длина тела самок вместе с «копьём» достигает 5 м, расстояние от глаз до конца копья составляет 20 % общей длины. Максимальная масса тела самок от 540 до 820 кг, в зависимости от источника информации (не все экземпляры достоверно измерены). Официальная научно зафиксированная рекордная масса — 636 кг.
У синего марлина два спинных и два анальных плавника. Плавники поддерживаются костными лучами. Первый спинной плавник имеет от 39 до 43 лучей. Второй спинной плавник имеет 6—7 лучей. Первый анальный плавник, который сходен по форме и размеру со вторым спинным плавником, имеет 13—16 лучей, а второй анальный плавник имеет 6—7 лучей. Длинные и узкие брюшные плавники с 19—22 лучами могут убираться в специальное углубление в боку. Грудные плавники короче брюшных, имеют слабо развитую перепонку и углублены в вентральный желобок. Первый анальный плавник вместе с брюшными и грудными плавниками может убираться в желобок. За счёт этого снижается сопротивление при плавании. Тело тёмно-синее сверху и серебристое по бокам. На теле около 15 рядов бледных зеленовато-синих полос, каждая из которых имеет круглые точки и/или тонкие полоски, расположенные на обеих сторонах тела.
Перепонка первого спинного плавника тёмно-синяя или почти чёрная и не имеет точек или отметин. Другие плавники обычно тёмно-коричневые, иногда с тёмно-синим оттенком. Основание первого и второго анальных плавников имеет серебристый оттенок. Марлины могут быстро изменять окраску и обычно становятся ярко-голубыми при охоте. Изменение окраски происходит с помощью иридофоров, содержащих пигменты и светоотражающие клетки.
Тело покрыто тонкой удлинённой чешуёй, в задней части чешуек обычно одна, а иногда две или три точки.
Копьё длинное и прочное. Обе челюсти и нёбные кости покрыты мелкими, похожими на напильник, зубами. Боковая линия содержит нейромасты, расположенные в канале. Эти клетки улавливают слабые движения воды и значительные изменения давления. Чётко выражена у молоди, но неясно у взрослых, по мере роста рыб становится всё более врезанной в кожу.
Анальное отверстие расположено сразу за началом первого анального плавника. У синего марлина, как и у всех представителей семейства марлиновых, 24 позвонка.

## Распространение и миграции
Атлантический голубой марлин является наиболее теплолюбивым видом в семействе парусниковых. Встречается только в Атлантическом океане. Широтное распределение носит сезонный характер. Ареал от 45° северной широты до 35° южной широты. Реже встречается в восточной части Атлантики, где преимущественно наблюдается у берегов Африки от 25° северной широты до 25° южной широты. Обычно обитает в водах теплее 24°С, но отмечается в поверхностных водах с температурой от 21,7°С до 30,5°С.
Ареал расширяется в тёплые месяцы и стягивается ближе к экватору в холодные месяцы.
Синие марлины проводят большую часть жизни в открытых водах вдали от берега и предпочитают голубую воду.
Эти рыбы предпринимают протяжённые миграции, включая повторные, между Карибскими островами и Венесуэлой, а также между Виргинскими островами и западной Африкой. Несмотря на проведение интенсивных исследований с помощью мечения в восточной Атлантике, неизвестно, возвращаются ли в западную Атлантику рыбы, совершившие трансатлантическую миграцию из восточной Атлантики. Несколько рыб было вновь поймано через несколько лет в той же области, где они были помечены до миграции, но данных недостаточно для окончательного заключения.

## Биология

### Рост и созревание
Достигает половой зрелости в возрасте от двух до четырёх лет. Самцы созревают при массе 35—44 кг, а самки — при массе 47—61 кг.
Сезон размножения продолжается с конца лета до осени. Самки могут нереститься до четырёх раз за один сезон. Плодовитость достигает 7 млн икринок. Икринки достигают примерно 1 мм в диаметре. Характерна высокая смертность пелагической икры и личинок. Планктонные личинки и молодь переносятся океаническими течениями. Личинки наиболее обычны в западной части Атлантики у побережья Джорджии, Северной Каролины, Флориды, Ямайки, Багамских островов, Пуэрто-Рико, а также в юго-восточной Атлантике у Бразилии.
Скорость роста личинок очень высокая — до 16 мм в день. У Багамских островов была выловлена молодь длиной 256 мм в возрасте 42 дня
Цвет боков тела и спинной поверхности у них тёмно-синий, а брюшной поверхности — белый. Хвостовой плавник и хвостовой стебель светлые. Имеются два флюорисцирующих голубых пятна на голове, некоторые особи имеют тёмные точки на спине.
У молоди первый спинной плавник крупный и вогнутый, его высота по отношению к высоте тела постепенно снижается по мере роста рыб.
Самцы живут до 18 лет, а самки — до 27.

### Питание
Личинки питаются зоопланктоном, в том числе планктонной икрой и личинками других рыб. Взрослые переходят на питание рыбой, в первую очередь скумбриевыми (макрелями, тунцами); кальмарами, около океанических островов и коралловых рифов питаются также молодью прибрежных рыб.
Исследования содержимого желудков показало, что существенную часть рациона составляют мелкие стайные рыбы (род Auxis). В определённых районах обитания в состав рациона также входят кальмары и глубоководные рыбы из семейств гемпиловых (Gempylus serpens) и морских лещей (Brama brama). Синие марлины могут охотиться на таких крупных рыб, как атлантический белый марлин (Tetrapturus albidus), желтопёрый тунец (Thunnus albacares) и большеглазый тунец (Tunnus obesus). Масса тела жертв достигает 45 кг. С другой стороны, они способны питаться мелкими, но многочисленными рыбами, такими как представители семейств единороговых (Manacanthidae) и кривохвостковых (Centriscidae).
Долгое время велись споры о том, как марлины используют своё копьё. Было обнаружено, что марлины врезаются в стаю рыб и с помощью копьеобразной головы (так называемого «копья») оглушают, ранят или убивают рыб, а затем возвращаются для их поедания. В 2007 году японские исследователи опубликовали результаты вскрытия 227 особей синих марлинов. В желудках были обнаружены 130 непереваренных остатков рыб, на которых явственно виднелись колотые, рубленые и другие раны, нанесённые копьём марлинов.

### Хищники и паразиты
Представлять опасность для атлантического голубого марлина могут только белая акула (Carcharodon carcharias) и акула-мако (Isurus oxyrhinchus).
Несмотря на многолетние исследования, у синего марлина обнаружено только 28 видов паразитов, включая следующие группы: моногенеи, цестоды, нематоды, копеподы, аспидогастры, скребни, трематоды и усоногие.
На теле марлинов обычно наблюдаются рыбы-прилипалы, часто на жаберных крышках.

## Взаимодействие с человеком

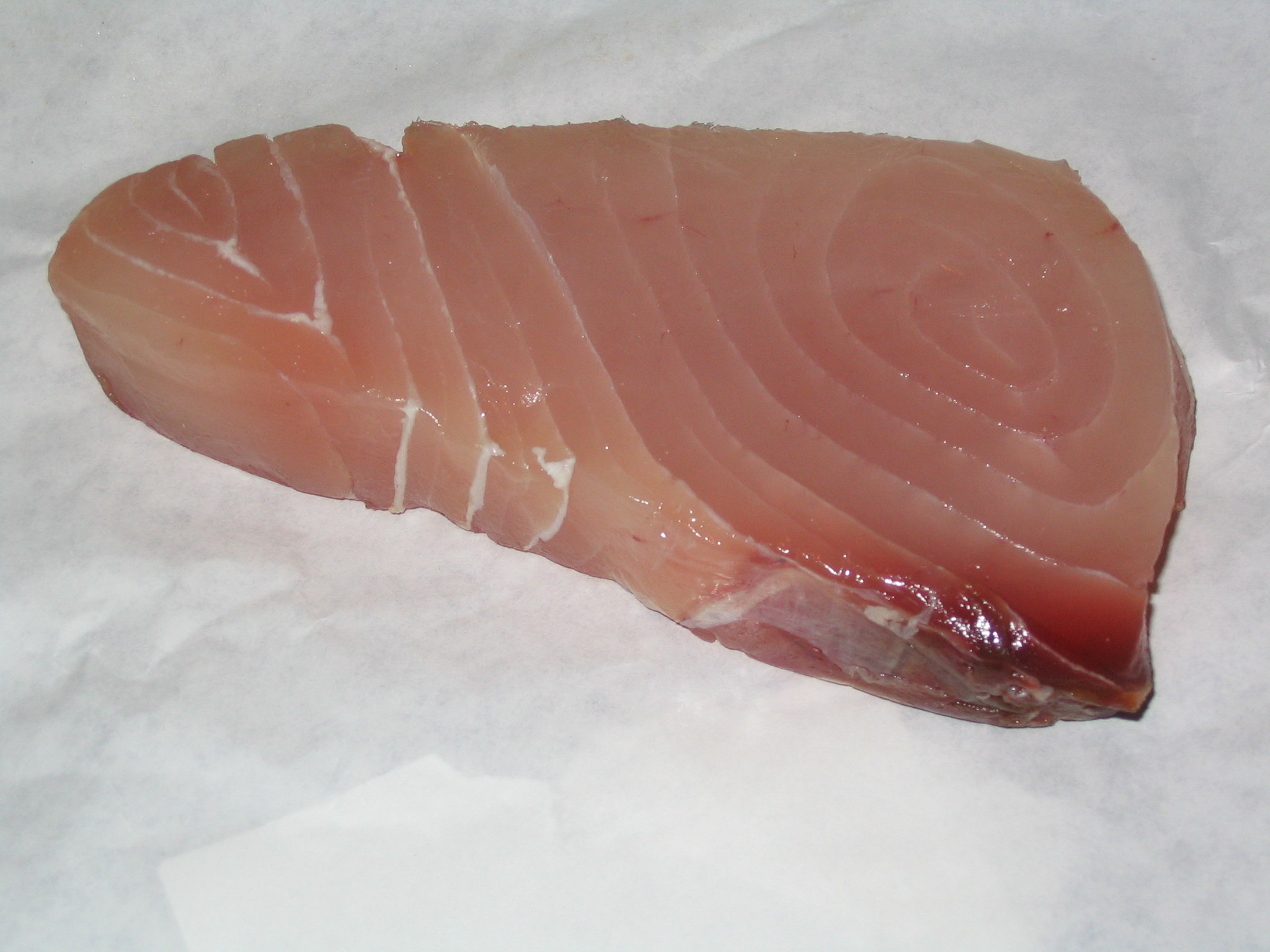
230-граммовый кусок филе марлина

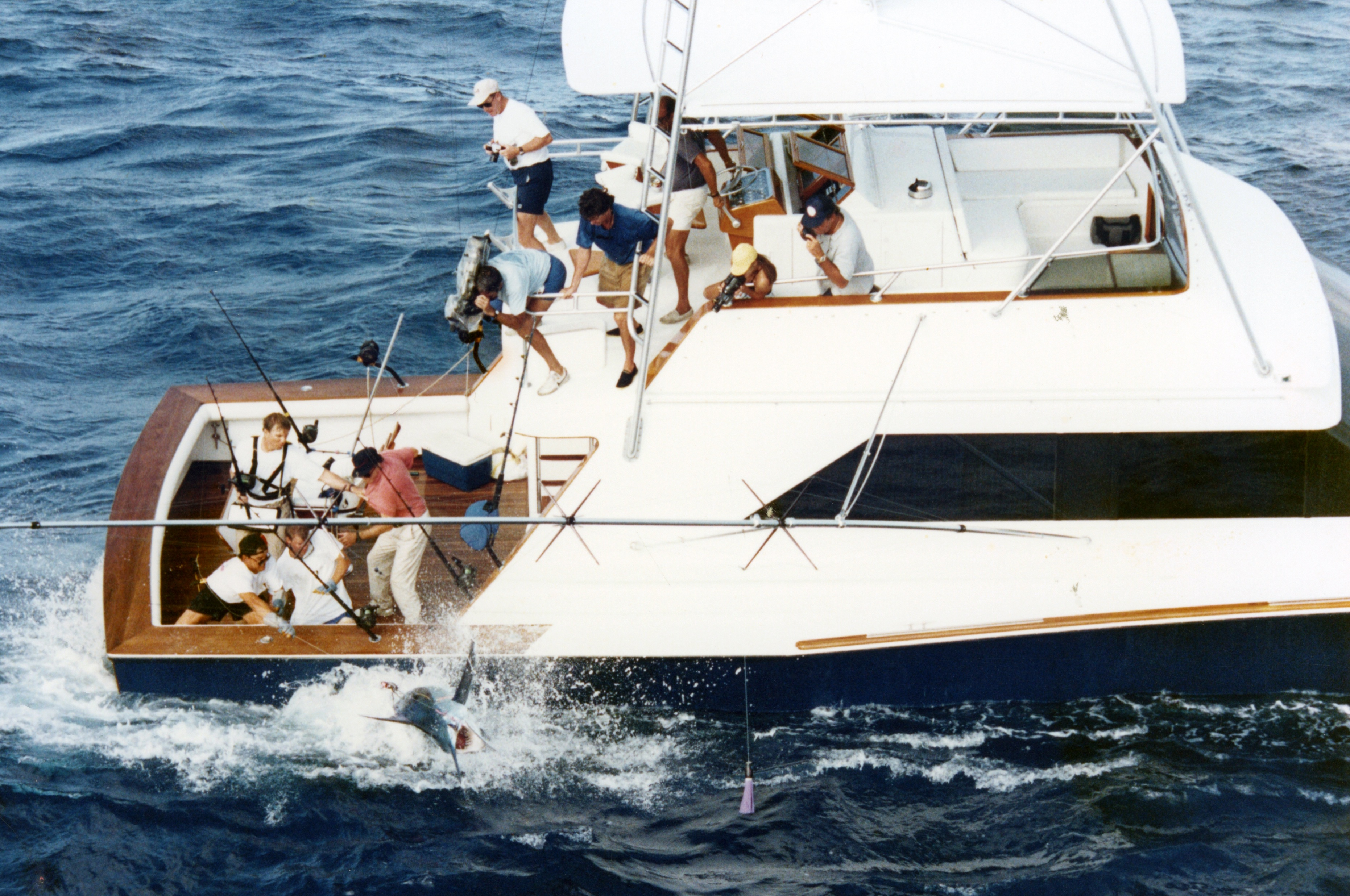
Спортивный лов синего марлина

Часто попадается в качестве прилова при промысле тунцов ярусами. Ценный промысловый вид. Мировой улов в 2000 году составил 3064 т. Мясо с высоким содержанием жира, особенно ценится в Японии, где используется для приготовления сашими. На Гавайских островах мясо марлина иногда коптят и солят для продажи.
Из-за своей относительной редкости, прекрасного внешнего вида и спортивной ценности марлин рассматривается как один из наиболее привлекательных и престижных объектов спортивной рыбалки. Мировой рекорд, зафиксированный Международной ассоциацией рыболовов, равняется 636 кг.
В индустрии спортивной рыбалки с многомиллионными оборотами принимают участие сотни компаний с тысячами рабочих мест для судостроителей, капитанов судов, матросов, портовых служащих, агентов компаний, производителей рыболовных снастей и дилеров. Морская рыбалка марлинов наиболее развита вдоль побережья США, Багамских островов, некоторых островов в Карибском море, Венесуэлы, Бразилии и Бермудских островов.

## Меры по сохранению

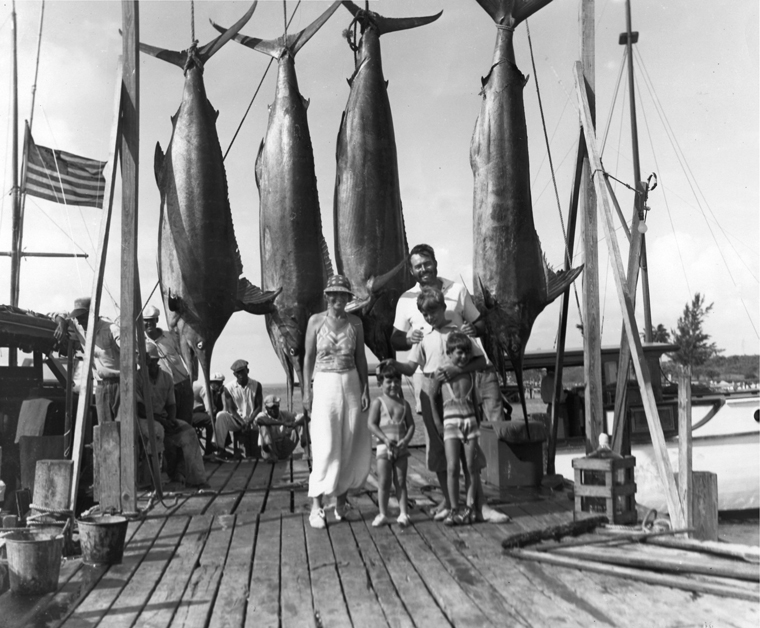
Эрнест Хемингуэй с семьёй на фоне пойманных марлинов

Основную опасность для вида представляет ярусный лов. Японские и кубинские рыбаки ежегодно добывают тысячи тонн марлина только в Карибском регионе. В США принят закон, обязывающий все суда в пределах 370 км от береговой линии выпускать всех пойманных марлинов. Однако выживаемость выпущенных рыб низкая из-за увечий, нанесённых при поимке.
Вследствие перелова Международный союз охраны природы присвоил этому виду статус «Уязвимый». В 2010 году Гринпис добавил его в красный лист морепродуктов, то есть список видов, которые продаются в супермаркетах по всему миру и которые подвергаются высокому риску перелова.

## Интересные факты
- В новелле Эрнеста Хемингуэя «Старик и море» рыбак по имени Сантьяго у побережья Кубы вываживал синего марлина в течение трёх дней[4][23].
- Атлантический голубой марлин изображён на гербе Багамских Островов и на гербе одного из районов Багамских островов — Бимини.
- Крупнейшее в мире полупогружное транспортное судно носит название «Голубой марлин» (англ. «Blue marlin»).